# Florian Hartmann
Florian Hartmann (1983) è un ex giocatore di football americano e allenatore di football americano tedesco, che ha giocato come offensive lineman.

## Palmarès
- 1 Europeo (2010)